# Eduardo de Gregorio
Pour les articles homonymes, voir Gregorio.
Eduardo de Gregorio est un réalisateur, scénariste, dialoguiste et enseignant argentin né le 30 septembre 1940 à Buenos Aires (Argentine) et mort le 13 octobre 2012 dans le 10e arrondissement de Paris,,.

## Biographie
Eduardo de Gregorio effectue ses études de philosophie et de lettres en Argentine qu'il quitte en 1966 peu après le coup d'État du général Juan Carlos Onganía, « pas pour des raisons politiques » spécifie-t-il, mais à cause de l'ordre moral étouffant qui y règne. Il s'embarque pour Londres, passe par Paris puis va à Rome où il reste jusqu'au début des années 1970. C'est là qu'il écrit ses premiers scénarios pour les réalisateurs Maurizio Ponzi (I visonari, 1968) et Bernardo Bertolucci (La Stratégie de l'araignée, 1970), et fait l'acteur dans une coproduction germano-italienne réalisée par Jean-Marie Straub et Danièle Huillet d'après la tragédie Othon de Corneille : Les yeux ne veulent pas en tout temps se fermer ou peut-être qu'un jour Rome se permettra de choisir à son tour (1970).
Il revient à Paris où il s'installe définitivement. Adolescent, il est impressionné par les films d'Ingmar Bergman, de Sergueï Eisenstein puis par ceux de Michelangelo Antonioni, mais c'est le choc reçu avec sa découverte de la Nouvelle Vague (Les Quatre Cents Coups, À bout de souffle) et des Cahiers du cinéma qui l'incite à devenir cinéaste. C'est pour cette raison qu'il commence sa carrière en France en tant que scénariste de Jacques Rivette (« un travail très risqué et très excitant »), notamment pour Céline et Julie vont en bateau (1974) et Duelle (1976), avant de réaliser son premier film : Sérail (1976).
Parallèlement à ses activités de cinéaste, il enseigne à La Femis et à l'Université Sorbonne Nouvelle - Paris 3.
Il meurt à l'hôpital Saint-Louis à Paris le 13 octobre 2012 apparemment dans le dénuement (ses films n'ont reçu qu'un succès d'estime), un appel aux dons pour son inhumation a été lancé.

## Filmographie

### Réalisateur
- 1976 : Sérail[N 1]
- 1979 : La Mémoire courte[N 1]
- 1985 : Aspern
- 1990 : Corps perdus[N 1]
- 2002 : Tangos volés[N 1]

### Scénariste
- 1968 : I visionari de Maurizio Ponzi
- 1970 : La Stratégie de l'araignée (Strategia del ragno) de Bernardo Bertolucci
- 1974 : Céline et Julie vont en bateau de Jacques Rivette
- 1976 : Noroît de Jacques Rivette[N 2]
- 1976 : La Cecilia de Jean-Louis Comolli
- 1976 : Duelle de Jacques Rivette[N 2]
- 1981 : Cinéma 16, série télévisée, épisode Le Marteau-piqueur réalisé par Charles L. Bitsch
- 1981 : Merry-Go-Round de Jacques Rivette[N 2]
- 1987 : Où que tu sois d'Alain Bergala
- 1991 : Rio Negro d'Atahualpa Lichy
- 1992 : Paradis perdu (The Keys), téléfilm de Richard Compton (en)

### Acteur
- 1970 : Othon de Jean-Marie Straub et Danièle Huillet : le soldat Atticus
- 1986 : Cinématon[6] de Gérard Courant

## Distinctions

### Récompense
- Festival international du nouveau cinéma latino-américain de La Havane 1985 : prix du meilleur scénario inédit pour Rio Negro.

### Nominations
- MystFest 1990 : nommé pour le prix du meilleur film pour Corps perdus.
- Asociación de Cronistas Cinematográficos de la Argentina 1995 : 
  - Nommé pour le prix Condor d'argent du meilleur réalisateur pour Corps perdus,
  - Nommé pour le prix Condor d'argent du meilleur scénario original pour Corps perdus.